# Armadillidium canaliferum
Armadillidium canaliferum är en kräftdjursart som beskrevs av Karl Wilhelm Verhoeff 1908. Armadillidium canaliferum ingår i släktet Armadillidium och familjen klotgråsuggor. Inga underarter finns listade i Catalogue of Life.